# Rüdiger Grube
Rüdiger Grube (Hamburg, 2 d'agost de 1951) és l'actual vicepresident de la Hyundai Motor Company, l'actual president de la junta directiva de la Deutsche Bahn i va ser el President d'Airbus Group entre l'abril de 2007 i abril de 2009.

## Primers anys
Grube va néixer a Hamburg el 1951. Després de la formació tècnica en metal·lúrgia per a la construcció d'avions, se'n va anar a estudiar enginyeria de l'automoció i la construcció aeronàutica a la Universitat de Ciències Aplicades d'Hamburg, on es va graduar com a enginyer qualificat. Va estudiar l'ensenyament professional i de negoci en una data posterior. Entre 1981 i 1986, va ser professor en producció i enginyeria a la universitat, abans de completar un doctorat en ciències industrials i politecnologia.

## Carrera
Grube començar la seva carrera el 1989 a Messerschmitt-Bölkow-Blohm per passar després a diversos llocs de DaimlerBenz incloent vicepresident sènior i director d'estratègia corporativa. També va treballar per DaimlerChrysler
El 25 d'abril de 2009, Grube va signar un contracte de cinc anys per convertir-se en Executiu en cap de la Deutsche Bahn AG, a partir de l'1 de maig de 2009. The company at the time had been hit very hard by the recession and was facing questions over some of its technology-based decisions. Grube was forced to make the tough decision of announcing cuts at the firm.
També va exercir com a director de Mitsubishi, Grup McLaren, Hyundai i també va servir com a director no executiu de EADS.